# Умарджело
Умарджело — покинутый аул в Шаройском районе Чеченской Республики.

## География
Расположен на правом берегу реки Шароаргун, к югу от районного центра Химой.
Ближайшие населённые пункты и развалины бывших аулов: на северо-западе — село Химой и бывшие аулы Басой, Цейкара и Эльтыаул, на северо-востоке — село Кири бывший аул Ханкали, на юго-западе — село Чайры и бывшие аулы Гезика и Бердукел, на юго-востоке — бывшие аулы Рахулахле и Кататлы.